# Potentilla hookeriana
Potentilla hookeriana är en rosväxtart som beskrevs av Johann Georg Christian Lehmann. Potentilla hookeriana ingår i Fingerörtssläktet som ingår i familjen rosväxter.

## Underarter
Arten delas in i följande underarter:
- P. h. hookeriana
- P. h. hookeriana

## Bildgalleri

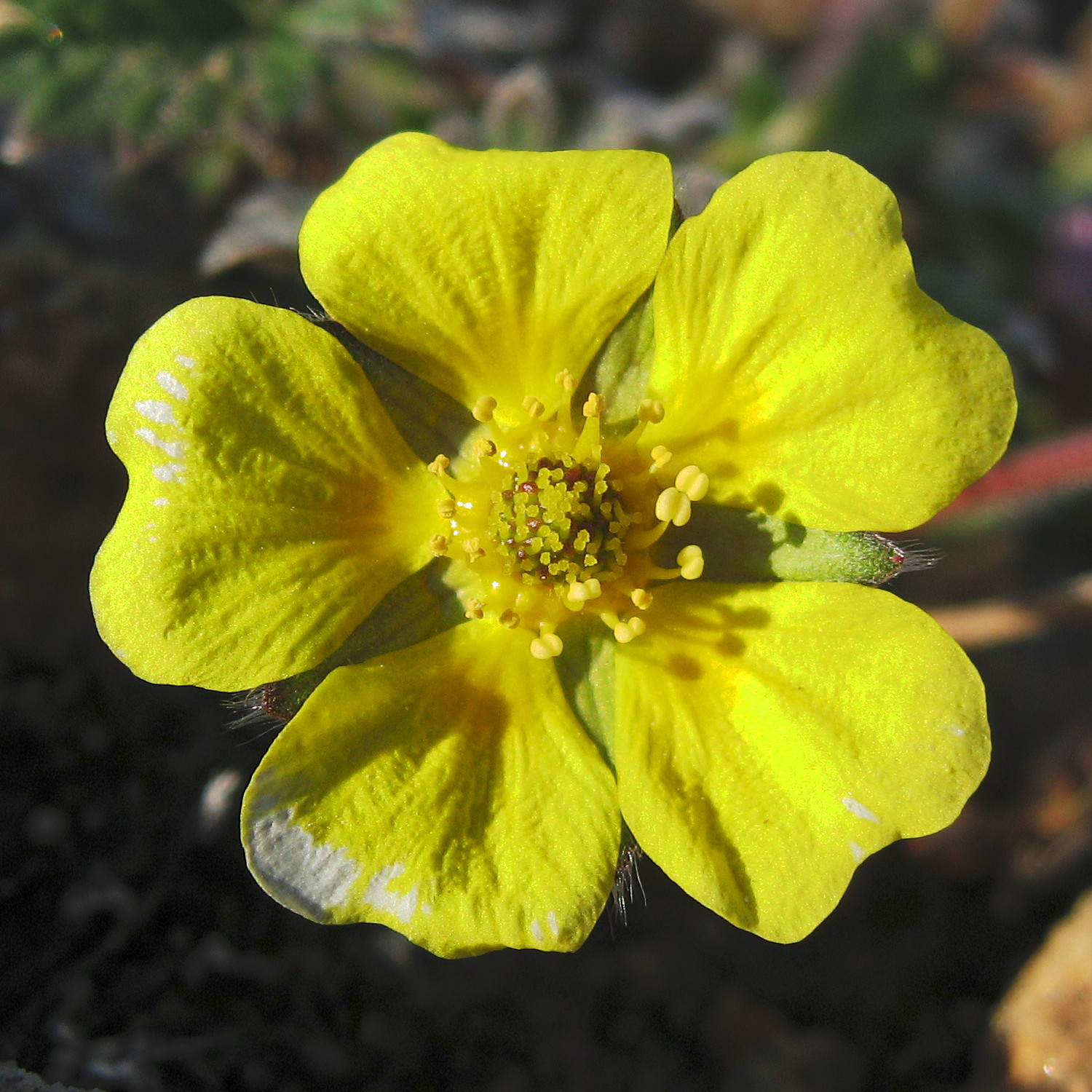
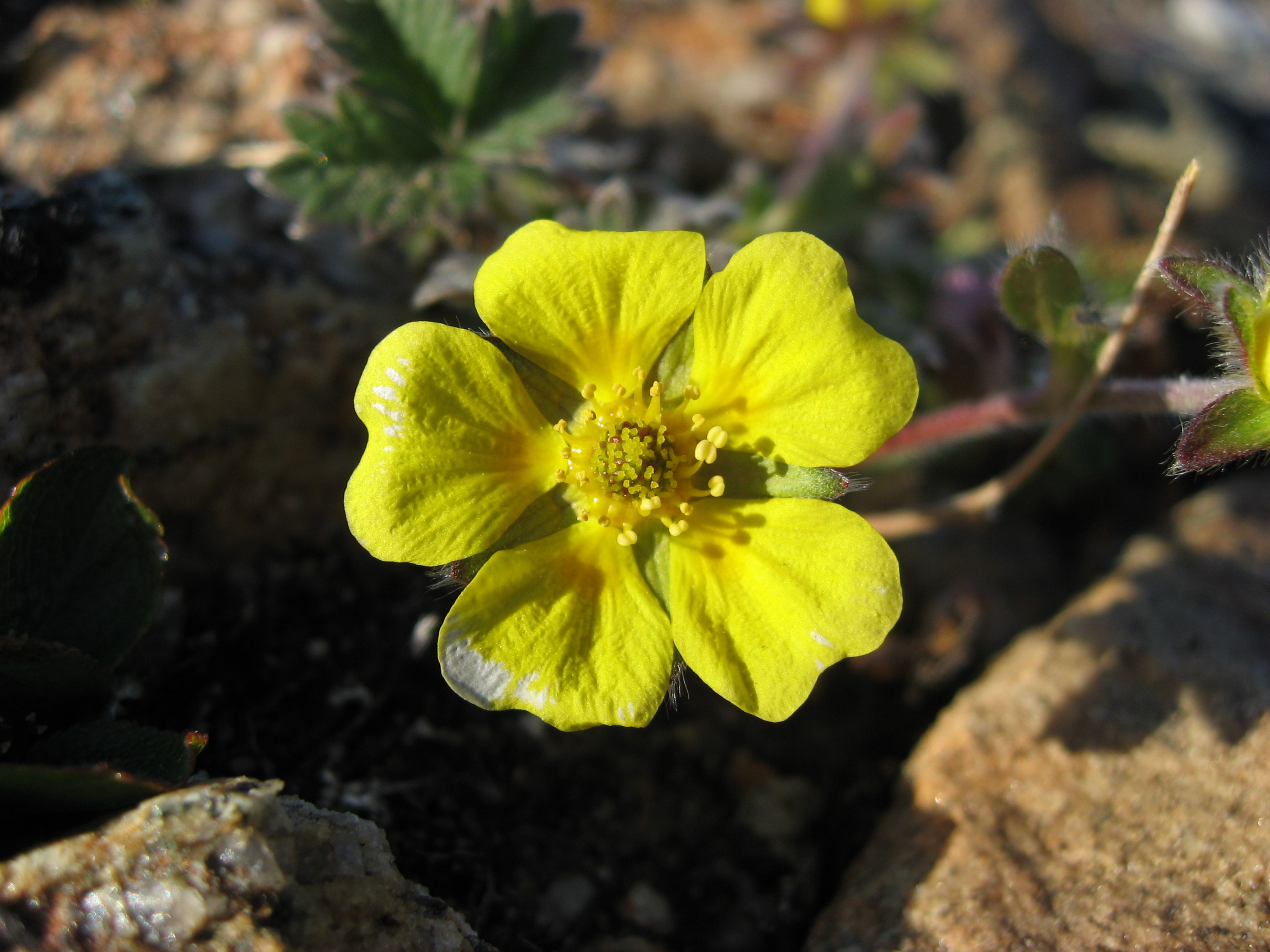
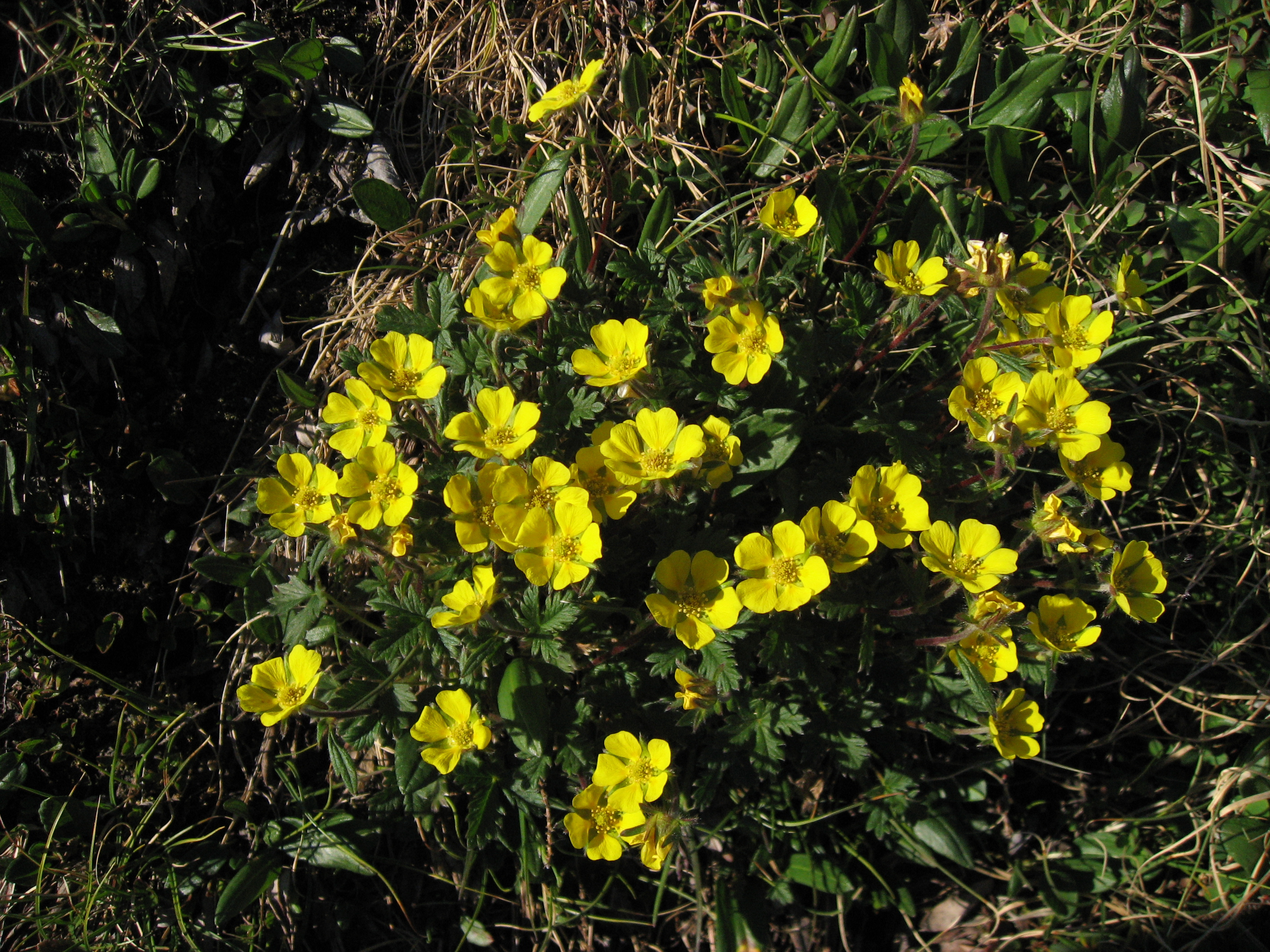
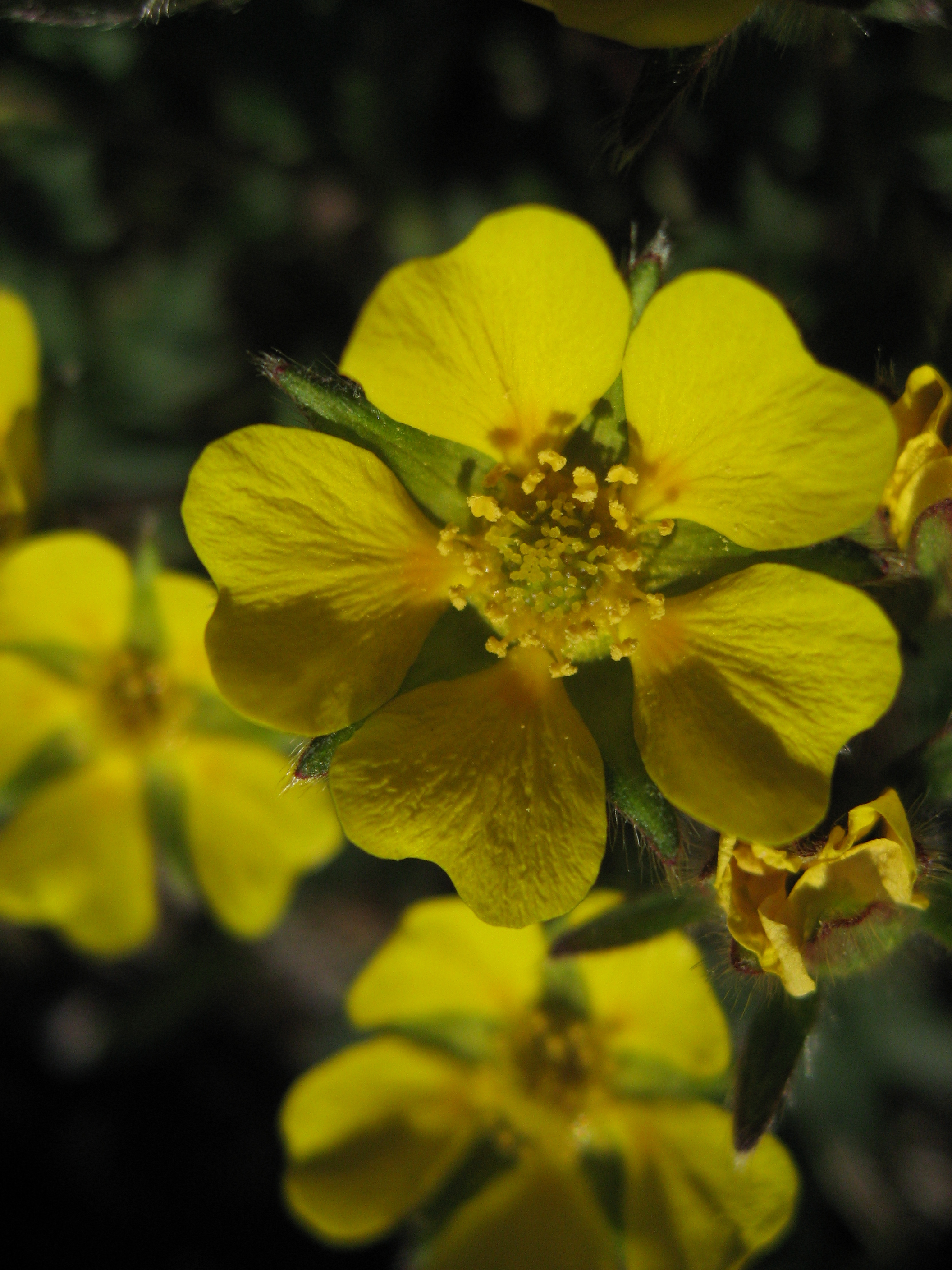
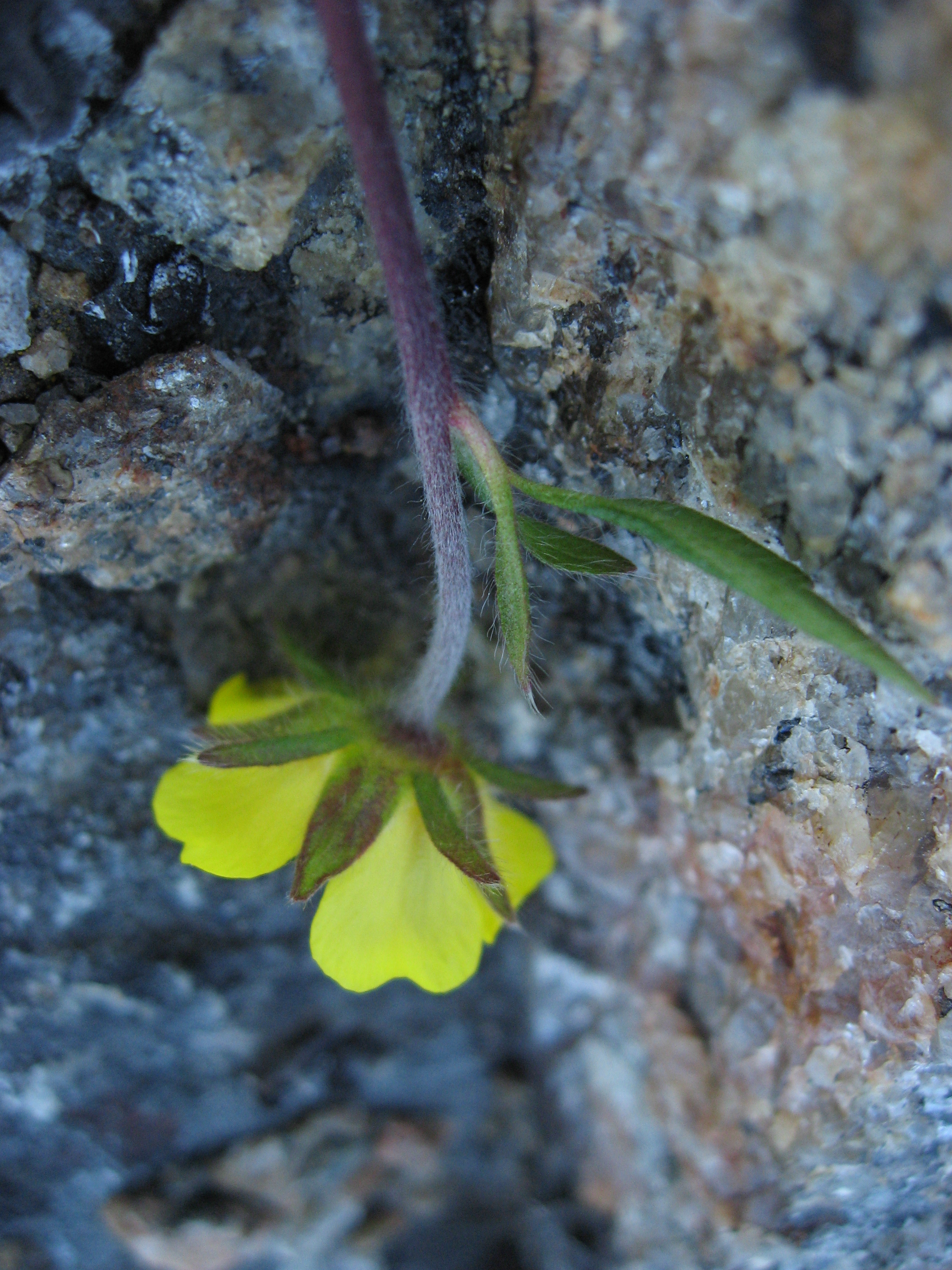
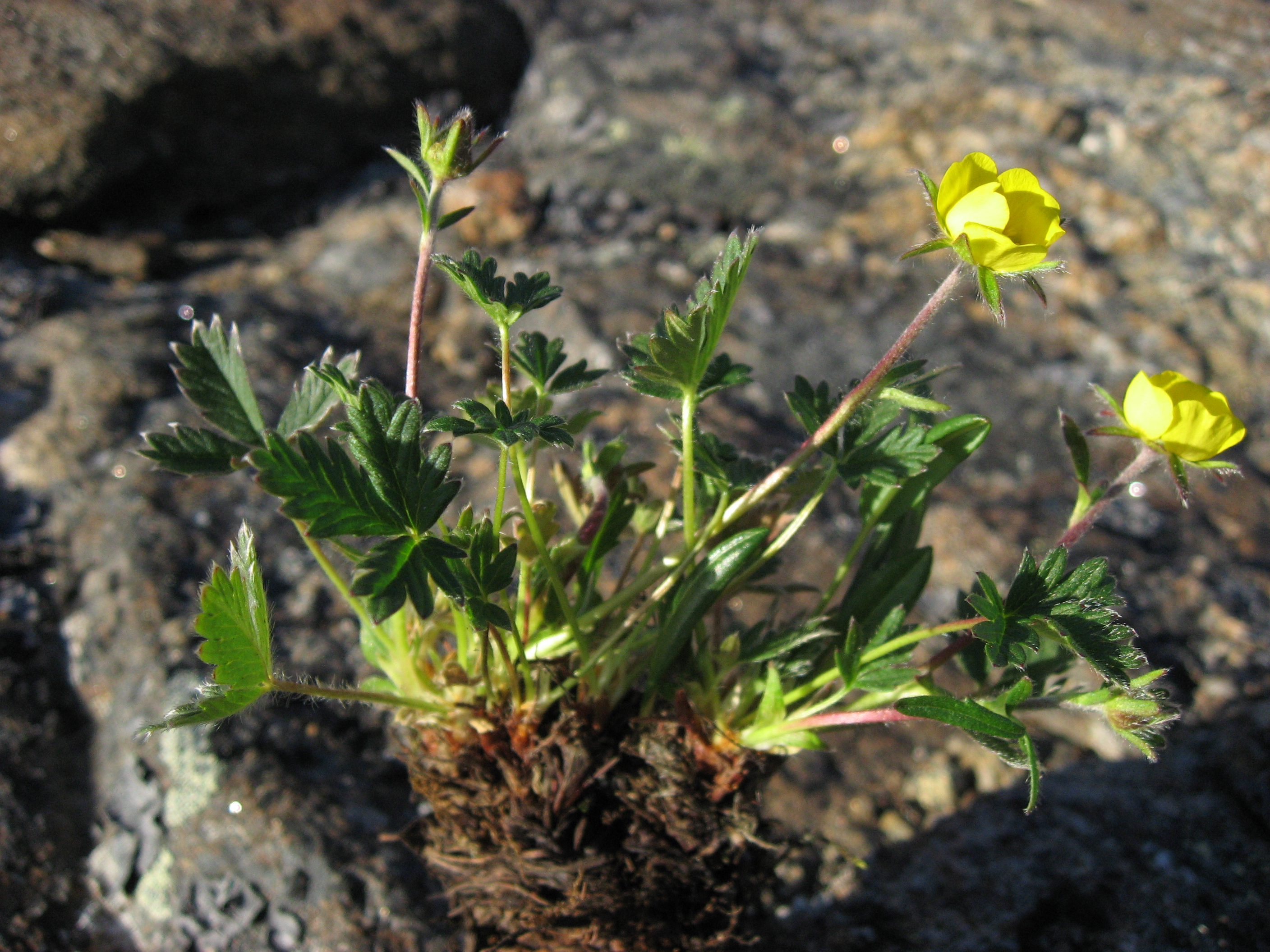